# Арабское кафе (Дюссельдорф)
Снесённый 

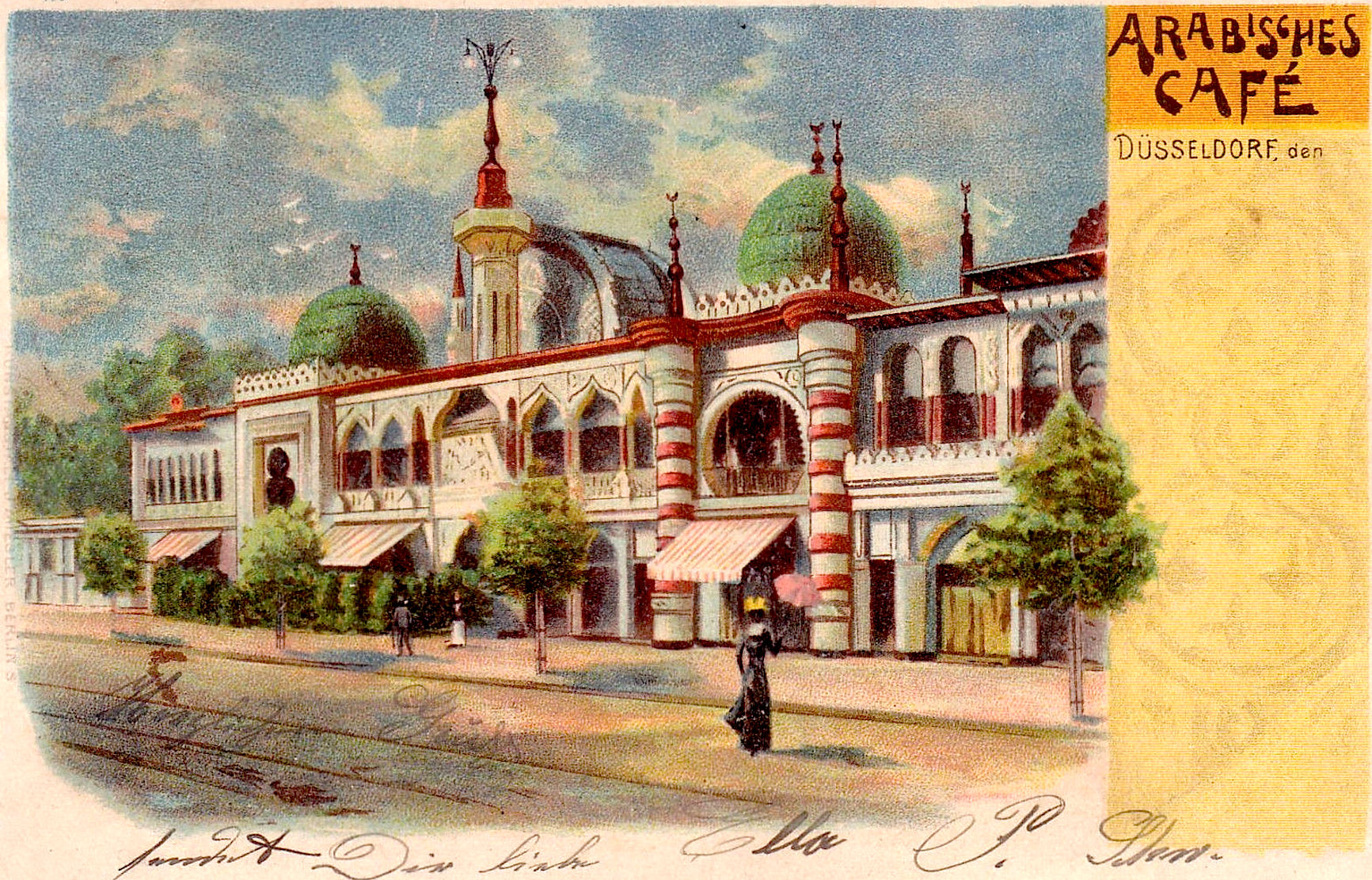
Арабское кафе в Дюссельдорфе в 1900 году.

Арабское кафе (нем. Arabisches Café) — бывшая (снесённая при перестройках) архитектурная достопримечательность города Дюссельдорф (Северный Рейн-Вестфалия, Германия).

## Общая характеристика
Арабское кафе представляло собой вытянутое двухэтажное здание в восточном стиле с несколькими высокими куполами и минаретом. Здание сооружалось в 1895 году архитектором Петерсом на освободившейся территории снятого после прекращения движения железнодорожного полотна шириной 8 м, принадлежавшего Бергиш-Бранденбургской железнодорожной компании (Bergisch-Märkische Eisenbahn-Gesellschaft). Ныне это участок улицы Граф-Адольф-Штрассе (Graf-Adolf-Straße). В то время неомавританский стиль (Morgenland) внешнего облика здания был вполне естественен, поскольку Германия становилась новой колониальной державой.

## Внутреннее использование площадей
На первом этаже строительное предприятие Босвау & Кнауэр (Boswau & Knauer) оформило первый в Дюссельдорфе ресторан быстрого самообслуживания (Schnellrestaurant), а на втором этаже фирма Мориц & Гёрлих (Moritz & Görlich) разместила собственно Арабское кафе. Каждый посетитель кафе, приходивший выпить чашечку Мокко и присаживавшийся то ли на кресло, обитое верблюжьей шкурой, то ли на орнаментированный мавританский табурет, чувствовал себя арабским шейхом, обслуживаемым рабами-бедуинами.
Христиан Винтер (Christian Winter) открыл в Арабском кафе первый в Дюссельдорфе кинозал, получивший название «Дюссельдорфский чудесный зал», в котором демонстрировались короткометражные (по 15 минут) киноленты. Позже, под влиянием этого «чудесного зала» именно в этом квартале города открывались новые кинотеатры.

## Снос здания
Арабское кафе было закрыто в 1911 году. Постепенно здание перестраивалось и окончательно было снесено в 1928 году для того, чтобы на этом месте возвести кинотеатр «Дом Европы». Его построило акционерное предприятие УФА (Ufa-Kinos). В нём УФА устраивала крупные кино-премьеры и вскоре здание стало называться «Дворцом Европы». В годы Второй мировой войны оно было почти полностью разрушено. После войны на месте Арабского кафе была проложена новая улица Берлинер Аллее и выстроен новый универмаг (ныне перестраиваемый торговый дом «Галерея Кауфхоф» (Kaufhof).

## Подобные строения в Германии
- Кафе Ориент (Café Orient) (Висбаден).
- Йенице — бывшая табачная фабрика, ныне офисное здание в Дрездене.